# Moualine El Oued
Moualine El Oued (franska: Moualine El Oued (CR), Moualine El Oued (Commune Rurale), arabiska: وادي المخازن) är en kommun i Marocko.   Den ligger i provinsen Benslimane och regionen Casablanca-Settat, i den norra delen av landet, 80 km sydväst om huvudstaden Rabat. Antalet invånare är 9 066.